# Alonso de Ojeda

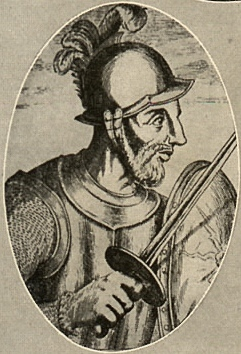
Alonso de Ojeda.

Alonso de Ojeda, född cirka 1466 i Cuenca, Kastilien, död cirka 1515 i Santo Domingo, Spanska Västindien, var en spansk sjöfarare och conquistador. Han deltog i krigen mot Granada och seglade 1493 med Christofer Columbus andra expedition till Hispaniola där den karibiska hövdingen Caonabo tillfångatogs.
Tillbaka i Spanien organiserade han en egen expedition 1499–1500 tillsammans med Juan de la Cosa och Amerigo Vespucci, längs Guyanas kust till öarna Trinidad och Margarita, då han upptäckte Curaçao utanför Venezuela.
Nästa expedition 1502 i samarbete med Juan de Vergara och García de Ocampo slutade i bråk och Alonso de Ojeda fängslades på Hispaniola. Efter frisläppandet blev han utnämnd till guvernör av Nya Andalusien 1508 och han återtog då expeditionen. Denna misslyckades efter stridigheter med indianer där bland andra Juan de la Cosa dog, 1510. Detta blev hans sista expedition.